# Stor-Abborrträsket, Lappland
Stor-Abborrträsket är en sjö i Jokkmokks kommun i Lappland och ingår i Luleälvens huvudavrinningsområde. Sjön är 13,1 meter djup, har en yta på 0,103 kvadratkilometer och befinner sig 152 meter över havet.

## Delavrinningsområde
Stor-Abborrträsket ingår i det delavrinningsområde (736786-172263) som SMHI kallar för Inloppet i Finnselet. Medelhöjden är 151 meter över havet och ytan är 42,73 kvadratkilometer. Räknas de 1116 avrinningsområdena uppströms in blir den ackumulerade arean 21 563,38 kvadratkilometer. Avrinningsområdets utflöde Luleälven (Stora Luleälven) mynnar i havet. Avrinningsområdet består mestadels av skog (73 procent). Avrinningsområdet har 1,78 kvadratkilometer vattenytor vilket ger det en sjöprocent på 4,2 procent.